# Darnius
Darnius település Spanyolországban, Girona tartományban. Darnius Maçanet de Cabrenys, Agullana, La Vajol, Capmany, Biure, Boadella i les Escaules, Terrades és Sant Llorenç de la Muga községekkel határos. Lakosainak száma 548 fő (2024).

## Népesség
A település népessége az elmúlt években az alábbi módon változott:
| Lakosok száma | 399  | 1074 | 928  | 655  | 486  | 516  | 536  | 534  | 546  | 548  |
|               | 1717 | 1887 | 1936 | 1960 | 1986 | 2004 | 2009 | 2014 | 2019 | 2024 |